# Ligier JS11
Ligier JS11 – bolid Formuły 1 zespołu Ligier, zaprojektowany w 1979 roku przez Gérarda Decarouge, Michela Beaujon i Roberta Choulet i uczestniczący w niej w sezonie 1979. Kierowcami byli Jacques Laffite i Patrick Depailler, którego zastąpił go Jacky Ickx wicemistrz świata z sezonu 1969 i 1970 roku, przed Grand Prix Francji uczestniczący do końca sezonu. Po tym sezonie Belg zakończył karierę Formule 1, która trwała przez 13 lat. Ale nadal uczestnicząc wiele różnych serii samochodów sportowych np. 24-godzinnym wyścigu w Le Mans i Rajdzie Dakar. Sezonie 1980 zespół przedłużył umowę z Jacques Laffite do zespołu dołączył Didier Pironi, który przeszedł z Tyrrell Racing. Zespół przygotował modyfikowaną wersja JS11 o oznaczeniu JS11/15 został ulepszony aerodynamiką przy wykorzystaniu lepiej efektu przypowierzchniowego.

## Konstrukcja

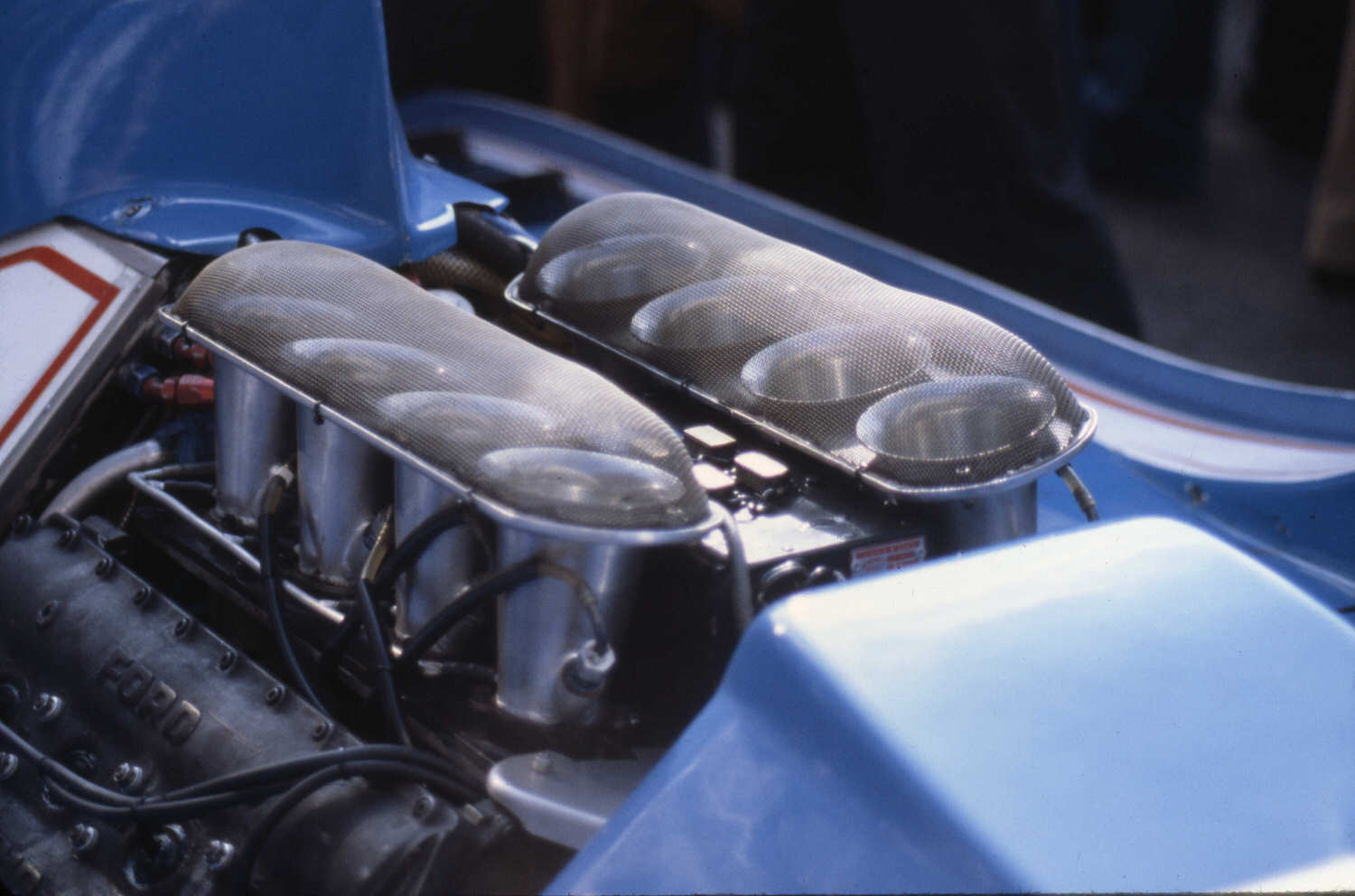
Silnik Ford-Cosworth DFV 90º V8 znajdujący się modelu JS11

Bolid został wyposażony w ośmiocylindrowy (DOHC) wolnossący silnik V8 o rozworze cylindrów 90º konstrukcji Ford-Cosworth o oznaczeniu DFV o pojemności 2.993cm³.
Ligier JS11 i JS11/15 zostały wyposażony w tę samą skrzynię biegów, której zespół używał od roku 1978: sześciostopniową jednostkę konstrukcji Hewlanda.

## Wyniki JS11 i JS11/15
| Legenda oznaczeń w tabelach wyników Wyświetl szablon na nowej stronie | Legenda oznaczeń w tabelach wyników Wyświetl szablon na nowej stronie                                                                     |
| Oznaczenie                                                            | Wyjaśnienie |
| --------------------------------------------------------------------- | --- |
| Złoty                                                                 | Zwycięzca lub mistrzostwo |
| Srebrny                                                               | 2. miejsce lub wicemistrzostwo |
| Brązowy                                                               | 3. miejsce lub II wicemistrzostwo |
| Zielony                                                               | Ukończył, punktował (w klasyfikacji generalnej, gdy zdobył co najmniej jeden punkt na przestrzeni sezonu, poza trzema powyższymi opcjami) |
| Niebieski                                                             | Ukończył, nie punktował (w klasyfikacji generalnej, gdy nie zdobył co najmniej jednego punktu na przestrzeni sezonu)                      |
| Czerwony                                                              | Nie zakwalifikował się (NZ) |
| Czerwony                                                              | Nie prekwalifikował się (NPK) |
| Różowy                                                                | Nie ukończył (NU) |
| Różowy                                                                | Niesklasyfikowany (NS) (w klasyfikacji generalnej, gdy nie został sklasyfikowany w żadnym wyścigu sezonu)                                 |
| Czarny                                                                | Zdyskwalifikowany (DK) |
| Czarny                                                                | Wykluczony (WYK/EX) |
| Biały                                                                 | Nie wystartował (NW) |
| Biały                                                                 | Kontuzjowany (K/INJ) |
| Biały                                                                 | Wyścig odwołany (OD/C) |
| Bez koloru                                                            | Został wycofany (WYC/WD) |
| Bez koloru                                                            | Nie przybył (NP/DNA) |
| Bez koloru                                                            | Nie brał udziału w treningach (NT/DNP) |
| Bez koloru                                                            | Nie został zgłoszony (–) |
| Pogrubienie                                                           | Start z pole position |
| Kursywa                                                               | Najszybsze okrążenie wyścigu |
| †                                                                     | Nie ukończył, ale jego rezultat został zaliczony ze względu na przejechanie więcej niż 90% dystansu wyścigu.                              |
| *                                                                     | Sezon w trakcie |
| 1/2/3                                                                 | Punktowana pozycja w sprincie kwalifikacyjnym                                                                                             |
| Lista systemów punktacji Formuły 1                                    | |

| Sezon | Zespół         | Kierowcy          | Wyniki w poszczególnych eliminacjach | Wyniki w poszczególnych eliminacjach | Wyniki w poszczególnych eliminacjach | Wyniki w poszczególnych eliminacjach | Wyniki w poszczególnych eliminacjach | Wyniki w poszczególnych eliminacjach | Wyniki w poszczególnych eliminacjach | Wyniki w poszczególnych eliminacjach | Wyniki w poszczególnych eliminacjach | Wyniki w poszczególnych eliminacjach | Wyniki w poszczególnych eliminacjach | Wyniki w poszczególnych eliminacjach | Wyniki w poszczególnych eliminacjach | Wyniki w poszczególnych eliminacjach | Wyniki w poszczególnych eliminacjach | Wyniki kierowców | Wyniki kierowców | Wyniki konstruktora | Wyniki konstruktora |
| Sezon | Zespół         | Kierowcy          | ARG                                  | BRA                                  | RSA                                  | USW                                  | ESP                                  | BEL                                  | MON                                  | FRA                                  | GBR                                  | DEU                                  | AUT                                  | NED                                  | ITA                                  | CAN                                  | USA                                  | Punkty           | Pozycja          | Punkty              | Pozycja             |
| ----- | -------------- | ----------------- | ------------------------------------ | ------------------------------------ | ------------------------------------ | ------------------------------------ | ------------------------------------ | ------------------------------------ | ------------------------------------ | ------------------------------------ | ------------------------------------ | ------------------------------------ | ------------------------------------ | ------------------------------------ | ------------------------------------ | ------------------------------------ | ------------------------------------ | ---------------- | ---------------- | ------------------- | ------------------- |
| 1979  | Ligier Gitanes | Patrick Depailler | 4                                    | 2                                    | NU                                   | 5                                    | 1                                    | NU                                   | 5                                    |                                      |                                      |                                      |                                      |                                      |                                      |                                      |                                      | 20               | 7                | 61                  | 3                   |
| 1979  | Ligier Gitanes | Jacky Ickx        |                                      |                                      |                                      |                                      |                                      |                                      |                                      | NU                                   | 6                                    | NU                                   | NU                                   | 5                                    | NU                                   | NU                                   | NU                                   | 3                | 17               | 61                  | 3                   |
| 1979  | Ligier Gitanes | Jacques Laffite   | 1                                    | 1                                    | NU                                   | NU                                   | NU                                   | 2                                    | NU                                   | 8                                    | NU                                   | 3                                    | 3                                    | 3                                    | NU                                   | NU                                   | NU                                   | 36               | 4                | 61                  | 3                   |
| Sezon | Zespół         | Kierowcy          | ARG                                  | BRA                                  | RSA                                  | USW                                  | BEL                                  | MON                                  | FRA                                  | GBR                                  | DEU                                  | AUT                                  | NED                                  | ITA                                  | CAN                                  | USA                                  |                                      | Punkty           | Pozycja          | Punkty              | Pozycja             |
| 1980  | Ligier Gitanes | Didier Pironi     | NU                                   | 4                                    | 3                                    | 6                                    | 1                                    | NU                                   | 2                                    | NU                                   | NU                                   | NU                                   | NU                                   | 6                                    | 3                                    | 3                                    |                                      | 32               | 5                | 66                  | 2                   |
| 1980  | Ligier Gitanes | Jacques Laffite   | NU                                   | NU                                   | 2                                    | NU                                   | 11                                   | 2                                    | 3                                    | NU                                   | 1                                    | 4                                    | 3                                    | 9                                    | 8                                    | 5                                    |                                      | 34               | 4                | 66                  | 2                   |

### Podsumowanie
| Ważne wyścigi                 | Ważne wyścigi                                                              |
| ----------------------------- | -------------------------------------------------------------------------- |
| Debiut                        | Grand Prix Argentyny 1979 (#1, Patrick Depailler, Jacques Laffite)         |
| Pierwsze pole position        | Grand Prix Argentyny 1979 (#1, Jacques Laffite)                            |
| Pierwsze punkty               | Grand Prix Argentyny 1979 (#1, Patrick Depailler, Jacques Laffite)         |
| Pierwsze podium               | Grand Prix Argentyny 1979 (#1, Jacques Laffite)                            |
| Pierwsze najszybsze okrążenie | Grand Prix Argentyny 1979 (#1, Jacques Laffite)                            |
| Pierwsze zwycięstwo           | Grand Prix Argentyny 1979 (#1, Jacques Laffite)                            |
| Ostatni                       | Grand Prix Stanów Zjednoczonych 1980 (#29, Didier Pironi, Jacques Laffite) |
| Najwyższe pozycje             |                                                                            |
| Kwalifikacje                  | 1                                                                          |
| Wyścig                        | 1                                                                          |